# Округ Керол (Индијана)
Округ Керол (енгл. Carroll County) је округ у америчкој савезној држави Индијана.

## Демографија
По попису из 2010. године број становника је 20.155, што је 10 (0,0%) становника мање 2000. године.
| Група             | 2000.          | 2010.          |
| Белци             | 19.413 (96,3%) | 19.188 (95,2%) |
| Афроамериканци    | 40 (0,2%)      | 48 (0,2%)      |
| Азијати           | 12 (0,1%)      | 21 (0,1%)      |
| Хиспаноамериканци | 591 (2,9%)     | 711 (3,5%)     |
| Укупно            | 20.165         | 20.155         |